# Петра ван Ставерен
Петра ван Ставерен (нід. Petra van Staveren, 2 червня 1966 року, Кампен, Нідерланди) — нідерландська плавчиня, олімпійська чемпіонка 1984 на дистанції 100 метрів брасом, призер чемпіонатів світу і Європи в комбінованій естафеті.

## Біографія
Професійну кар'єру плавчині почала в 1981 році на змаганнях літньої Універсіади. Виступаючи на різного роду змаганнях, ван Саверіо не досягала вагомих результатів, займаючи місця нижче призових. Успіхом завершився її виступ на чемпіонаті Європи з водних видів спорту 1983 року в Римі. Це змагання принесло їй срібну медаль в комбінованому плаванні 4 × 100 м. Наступним етапом кар'єри стали змагання на літніх Олімпійських іграх 1984 року, де, у дисципліні 100 метрів брасом, посіла перше місце. Останньою медаллю в її активі стала бронза в комбінованій естафеті 4 × 100 м на чемпіонаті світу з водних видів спорту 1986 року в Мадриді.  Після цього ван Ставерен не брала участі в змаганнях на міжнародній арені.